# Olivierus longichelus
Espèce
Synonymes
- Mesobuthus longichelus Sun & Zhu, 2010
- Mesobuthus bolensis Sun, Zhu & Lourenço, 2010
- Mesobuthus karshius Sun & Sun, 2011
- Olivierus tarabaevi Fet, Kovařík, Gantenbein & Graham, 2021

Olivierus longichelus est une espèce de scorpions de la famille des Buthidae.

## Distribution
Cette espèce se rencontre en Chine au Xinjiang et au Kazakhstan.

## Description
La femelle holotype mesure 52,08 mm.
Les mâles mesurent de 55 à 62 mm et les femelles de 58 à 67 mm.

## Systématique et taxinomie
Cette espèce a été décrite sous le protonyme Mesobuthus longichelus par Sun et Zhu en 2010. Elle est placée dans le genre Olivierus par Kovařík en 2019.
Mesobuthus bolensis, Mesobuthus karshius et Olivierus tarabaevi ont été placées en synonymie par Tang, Liu, Graham, Fet, Kovařík et Šťáhlavský en 2024.

## Publication originale
- Sun & Zhu, 2010 : « A new species of the genus Mesobuthus Vachon, 1950 (Scorpiones: Buthidae) from Xinjiang, China. » Zookeys, vol. 37, p. 1–12 (texte intégral).